# Фритцон, Йоран
Свен Йоран Фритцон (швед. Sven Göran Fritzon, род. 21 апреля 1962 года в Оледе, городской округ Хальмстад, лен Халланд, Швеция) — шведский музыкант, наиболее известен как клавишник шведской поп-рок группы Gyllene Tider. В своей профессиональной деятельности также использует написание своей фамилии на шведском языке как «Fritzson».

## Биография
Фритцон начал играть на клавишных в 12 лет на педальном органе, который стоял у него дома. Позже он продолжил занятия музыкой, его учителем был «легендарный» хальмстадский музыкант Берт Мёллер (швед. Bert Möller), который скончался в октябре 2023 года. Фритцон хотел играть в музыкальной группе и Мёллер познакомил его с Мике Андерссеном и Андерсом Херрлином (ударником и басистом Gyllene Tider соответственно) — так Фритцон попал в группу. Он был её постоянным участником с 1978 года и играл на клавишных, наиболее часто на электрооргане типа «Farfisa VIP 233».
После распада Gyllene Tider в 1985 году Фритцон работал оператором сканера, но продолжал играть к разных малоизвестных группах до середины 1990-х, когда у него родился ребёнок. Он присоединился к Gyllene Tider во время их единственного выступления на Большой Площади (Stora torg) Хальмстада в 1995 году (через 10 лет после официального распада группы). Однако, на этом его музыкальная карьера была окончена.
Весной 1996 года Фритцон открыл собственную компанию, однако пообещал коллегам из Gyllene Tider, что сможет помочь им летом, если вдруг в этом будет необходимость. Однажды ему позвонил Матс Перссон и сказал, что все участники коллектива уже собрались в ресторане «Tylöhus» (отеля «Tylösand»), и спросил, не хотел бы он присоединиться. В результате этой встречи группа записала новый сингл «Gå & fiska!» и отправилась в гастрольное турне по Швеции «Återtåget», которое стало очень успешным.
После окончания тура «Återtåget» Фритцон вместе с приятелем организовал фирму графического дизайна «Dynamit» и посвятил себя семье. Тем не менее, в 2004 году Gyllene Tider отмечала своё 25-летие и Фритцон снова присоединился к своим коллегам для записи альбома Finn 5 fel!, а также отправился с ними в гастрольный тур по Швеции, который посетили 500 000 зрителей. На гётеборгском стадионе «Уллеви» концерт группы посетили 60 000 человек.
C начала XXI века Фритцон не играл ни с одним музыкальным коллективом кроме Gyllene Tider.
В 2010 году он снова вышел на сцену в составе Gyllene Tider в качестве сюрприза зрителям на концерте Roxette. Тогда Gyllene Tider сыграли три песни. После этого Фритцон вернулся на сцену только через девять лет, когда Gyllene Tider объявили «прощальный тур» в 2019 году (также приуроченный к сорокалетию коллектива) и выпустили перед гастролями «прощальный» альбом Samma skrot och korn.
В 2023 году ему вновь пришлось взять отпуск для записи очередного альбома группы, Hux flux, а летом вновь отправиться в гастрольный тур по Скандинавии.
Летом 2024 года готовится к выходу художественный автобиографический фильм о Gyllene Tider, в котором роль Йорана Фритцона сыграет молодой актёр Ксавье Кулас.

### Немузыкальная деятельность
В свободное от занятий музыкой времени он руководит интернет-агентством «Dynamit», а также работает продавцом антиквариата в компании «Fritzsons Decórativa».
Не смотря ни на что, Фритцон сохранил свою основную работу и в настоящее время работает менеджером проектов в муниципалитете коммуны Хюльте. Муниципалитет Хюльте получил финансирование в рамках проекта ЕС по освещению промышленной истории с туристической точки зрения — Фритцон работает над привлечением туристов к таким достопримечательностям, как литейный завод Шеппсхульта (Skeppshults Gjuteri), руины доменной печи Расйё (Rasjö masugnsruin) и мельница Ниссастрёма (Nissaströms bruk).

## Личная жизнь
Постоянно проживает в городе Оскарстрём, в 17 км от Хальмстада. Он женат на Йенни Фритцон (швед. Jenny Fritzon), которая моложе его на 14 лет. У Фритцона двое детей от предыдущих отношений, Эмма и Эрик.